# 忍耐，活下去
《忍耐，活下去》是美國後末日题材電視劇《最後生還者》第一季的第五集。該集由創劇人之一克雷格·麥辛編劇，傑瑞米·韋伯（Jeremy Webb）執導，2023年2月12日在HBO播出，串流平台HBO Max和HBO隨選視訊（HBO on Demand）則提前兩天上架。在該集裡，喬爾（佩德羅·帕斯卡飾）與艾莉（貝拉·拉姆齊飾）商量好要逃出堪薩斯城，並與亨利·布瑞爾（拉瑪爾·約翰遜飾）和其弟山姆（凱佛恩·蒙特婁·伍達德飾）同行，後兩者正遭到堪薩斯城首領凱瑟琳·柯格蘭（梅蘭妮·林斯基飾）及其副手派瑞（傑佛瑞·皮爾斯飾）追捕。
該集主要在2022年4月拍攝。劇組花費九週搭建起完整的拍片布景，用於該集裡的動作場面。該橋段的拍攝為期四週，動用約70名經過假肢化妝的演員扮成感染者。「巨無霸」在該集首次登場，它是比一般感染者更大且更強壯的變種生物；巨無霸的道具服也是以假肢化妝打造，並在後製時藉由视觉效果強化效果。該集在首播週末吸引1160萬名觀眾。劇評人大多給予該集好評，並稱讚編劇、導演和攝影的表現，約翰遜、伍達德、林斯基與拉姆齊的演技也獲得認可。該集在第75届黄金时段创意艺术艾美奖上入圍數個獎項，最終拿下最佳戲劇類影集剪輯。

## 劇情
堪薩斯城的人民起義推翻聯邦對策局（FEDRA）並掌控局勢後，領袖凱瑟琳·柯格蘭（梅蘭妮·林斯基飾）開始追捕亨利·布瑞爾（拉瑪爾·約翰遜飾），將兄長兼前領袖麥可（Michael）之死歸咎於其身上。亨利和失聰的弟弟山姆（凱佛恩·蒙特婁·伍達德飾）求助於從事走私的老人艾德斯坦（Edelstein，約翰·蓋茨飾），藏身在他家的閣樓。十天後，艾德斯坦外出找尋物資卻一去不回，兄弟倆於是尾隨外來者喬爾（佩德羅·帕斯卡飾）與艾莉（貝拉·拉姆齊飾），雙方同意合作逃亡。另一方面，凱瑟琳告訴左右手派瑞（傑佛瑞·皮爾斯飾），麥可在被處刑前要她原諒亨利的告密行為，但她發誓要不擇手段以報此仇，派瑞對此表示認同。
亨利提議透過地下的廢棄通道逃到城外，可以躲過凱瑟琳手下的追捕。喬爾半信半疑但還是照做，而艾莉則與山姆在途中培養出感情。亨利坦承他當時供出麥可，背後原因是為了取得藥物，治療山姆的白血病。四人離開隧道後，一名藏身建築的狙擊手在一條死路阻住他們。喬爾從後方繞過去將狙擊手殺死，但凱瑟琳已得到消息，帶著一群民兵抵達現場。凱瑟琳正要射殺亨利時，一輛受損的軍用卡車壓垮了路面，讓一大群感染者從洞口湧出，其中有一隻重度突變個體「巨無霸」（bloater），它將派瑞撕成碎片。在一片混亂中，喬爾不斷開槍提供掩護，艾莉則出手搭救亨利與山姆。凱瑟琳持槍攔截艾莉等三人，但被一隻孩童樣貌的「循聲者」（clicker）突襲而死。喬爾、艾莉、山姆與亨利順利逃到城外，感染者則往城裡前進。
當晚，四人在一間汽車旅館棲身。喬爾邀請亨利一起前往怀俄明州，亨利答應。在臥房裡，山姆將混亂中被感染者咬傷的部位給艾莉看，艾莉試圖將自己的血沾在傷口上，希望能治好山姆。艾莉答應會醒著陪他度過夜晚，但仍不由自主地睡著了。隔天早上，山姆發病並攻擊艾莉，喬爾試圖舉槍，但槍被亨利奪去。亨利在情急之下還是扣下扳機，將弟弟射殺。意識到自己所為後，亨利不顧喬爾的阻止舉槍自盡。喬爾與艾莉埋葬了兄弟倆，離去之前，艾莉在山姆的墳上留下一張紙條，寫著她的道歉。

## 製作

### 構思與編劇

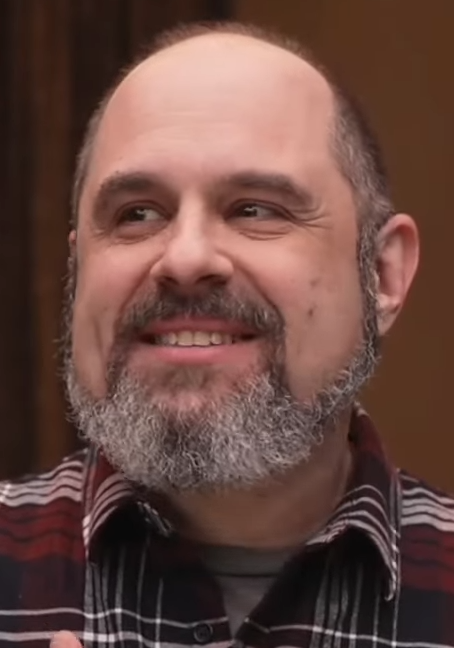
該集由克雷格·麥辛編劇，他是整齣劇的開創者之一

《忍耐，活下去》是電視劇《最後生還者》第一季的第五集，編劇是該劇的創劇者之一克雷格·麥辛，導演是傑瑞米·韋伯（Jeremy Webb）。韋伯擔任該劇導演之一的情報於2022年1月公開。爛番茄於2023年1月揭露了該集的標題，該標題對應到劇中虛構漫畫《原始星芒》（Savage Starlight）的經典台詞。麥辛與另一名創劇人尼尔·德鲁克曼（亦是原作遊戲的主要班底）指出，電視劇的多元角色視角讓他們有機會深入堪薩斯城（代替遊戲中的匹兹堡）的背景，並呈現藏在暴力之下的故事，在遊戲中喬爾和艾莉只見證了後果（1:14）。
編劇想要向遊戲中從未露面的角色伊許（Ish）致意，該角色在城市底下的隧道裡建立了一個小社區，但是他們發覺沒辦法在該集裡好好描寫，所以選擇短暫的提及（25:20）。麥辛覺得做一集獨立故事來講伊許也許是可行的，不過他發現用環境說故事更為有效（27:15）。對於狙擊手的橋段，編劇明白將遊戲內容照搬到電視劇中的效果不佳，所以他們安排該名狙擊手年邁而不中用，讓喬爾可以輕易解決他，並為該片段增加悲傷色彩（32:14）。麥辛在圣莫尼卡會見德鲁克曼和韋伯會面時，他意識到該集的動作橋段若發生在晚上會更好（遊戲中發生在白天），視覺觀感和感染者的嚇人程度都會提升（37:06）。
該集片尾名單的配樂是安涅·歐貝的歌曲Fuel to Fire，該曲隨後登上了《告示牌》2023年2月的電視歌曲榜（Top TV Songs）第五名，共有37萬8千次串流和一千次下載數。

### 選角與角色描寫
拉瑪爾·約翰遜與凱佛恩·蒙特婁·伍達德於2021年8月獲證實將分飾亨利與山姆。約翰遜回憶道，他的選角環節進展很快：星期一寄出試鏡錄影帶，在星期三得知自己獲選，星期六出發前往拍片現場，然後下個星期三開始拍戲。約翰遜是原作遊戲的粉絲，但他避免模仿角色在原作中的表現。由於飾演的角色頗為重要，約翰遜感到緊張，但也注意到緊張反而推動他去自我挑戰。麥辛將亨利的背景故事告訴約翰遜，幫助他了解所飾演的角色。約翰遜覺得亨利對出賣麥可一事也感到受傷，但對他而言終究是山姆比較重要。對於亨利的下場，麥辛與德鲁克曼有過漫長的討論，考慮過許多替代方案，但最終仍決定讓他自我了斷（和原作遊戲相同），反映出亨利在山姆死後就一無所有（59:37）。約翰遜在戲裡戲外都有和伍達德建立起關係，也因此他覺得亨利的最後一段戲份讓他心力交瘁；他認為這是亨利最重要也最具代表性的場景，所以「盡可能地演出臨場感和真實感」，並認為與他對戲、飾演喬爾的佩德羅·帕斯卡也做了一樣的事情。劇組讓約翰遜推敲該段戲要怎麼演，他試了不同的台詞和不同的演法；他希望詮釋出亨利對突發狀況的震驚和困惑。約翰遜相信亨利最後所做的決定是與山姆死後相會，因為他覺得兄弟倆可能是比較信教的人。
飾演艾莉的貝拉·拉姆齊覺得，山姆帶出了艾莉孩子氣的一面，她將之歸功於伍達德的表現（2:24）。麥辛在劇本中安排山姆是聽障者（遊戲中無此設定），避免他與亨利之間的溝通模式與艾莉與喬爾的過於重複（3:00）。麥辛當時在看另一部電視劇《无声好友》，該劇的兩名要角都是聽障者，後來他覺得那可能對他的決定有所影響（4:12）。他也注意到，山姆與亨利之間的安靜可以營造出親密感，也和艾莉的多話形成對比（5:04）。德鲁克曼馬上就被麥辛的點子吸引，並希望自己當初在做遊戲時有想到（5:32）。麥辛也有請《无声好友》的編劇之一舒珊娜·斯特恩審閱該集的劇本（5:55）。劇組在物色山姆的演員時面臨困難；他們能挑的人選非常少（6:26）。2021年2月，麥辛直接在Twitter上發出選角通告，徵求8至11歲的黑人男童，有聽障且精熟美國手語（ASL）或美国黑人手语。麥辛原本預期會有約80名人選，但最終只有5名，包含伍達德在內（7:53）；伍達德在此之前並沒有演戲經驗。
麥辛透過斯特恩認識了CJ·瓊斯，瓊斯擔任伍達德與劇組之間的溝通橋樑，並協助教劇組成員美國手語（11:14）；約翰遜在剛抵達卡加利不久後，就開始透過Zoom學習美國手語，他也用拍戲空檔來學習。他不希望觀眾認為他對美國手語的了解是冒充而來的（11:14），並認為自己的演出對於為聾人發聲來說很重要。約翰遜覺得與伍達德共度拍戲時光讓他更熟稔美國手語；伍達德有的時候會糾正他的錯誤。拉姆齊也同樣在拍攝期間學了美國手語（1:16）。山姆在設定上比遊戲中更為年幼，這是為了讓他以敬仰的方式與艾莉相處（3:47）；麥辛覺得這也合理化了山姆向艾莉揭露自己被咬的行為（原作遊戲中並無該段）（53:55）。在詮釋山姆的勇敢特質時，伍達德回想自己在父親過世後被要求要勇敢的經歷。約翰遜與伍達德在參與本劇製作上花了兩個半月。
麥辛與德魯克曼不希望像凱瑟琳這樣的角色給人非玩家角色的感覺，因而用完整的故事來賦予他們人性、合理化他們的行為（15:58）。他們覺得在凱瑟琳和亨利之間加入一條聯繫——然後再擴展到喬爾與艾莉——讓故事線更成功，也使各方立場得到正當化（21:00）。麥辛希望凱瑟琳的死呈現出暴力行事必將遭遇暴力下場的概念，而德魯克曼覺得她對個人正義的執著讓她忘了要保命（48:14）。凱瑟琳的演員梅兰妮·林斯基在接下這個角色時就知道她的下場。她注意到，多虧劇組的安排協調，死亡場景拍起來很容易，因為劇組已經計畫了數週。麥辛指出，凱瑟琳被孩童樣貌的「循聲者」（clicker）殺死這點很重要，因為在幾分鐘前她才向亨利說一天到晚都有小孩子死去（50:27）。林斯基以同步對嘴錄音（ADR）的方式錄下凱瑟琳死時發出的聲音；麥辛和德魯克曼指示「聽起來要像是有人正在把你的喉嚨扯出來」。林斯基的丈夫杰森·里特有在該集客串演出，飾演一名感染者。
傑佛瑞·皮爾斯覺得派瑞愛著凱瑟琳，促使他採取劇中的一些行動。皮爾斯視派瑞的犧牲為無私之舉，因為他的目的是要讓凱瑟琳有機會逃跑，並認為那也反映了派瑞內心總有個當英雄的願望。麥辛曾提前告知皮爾斯他會「有個整季最棒的死亡」。皮爾斯將他的角色演得像黑澤明電影裡的浪人，並視他的死為光榮的「日本武士之死」，即為了救心愛的女人犧牲自己。

### 拍攝

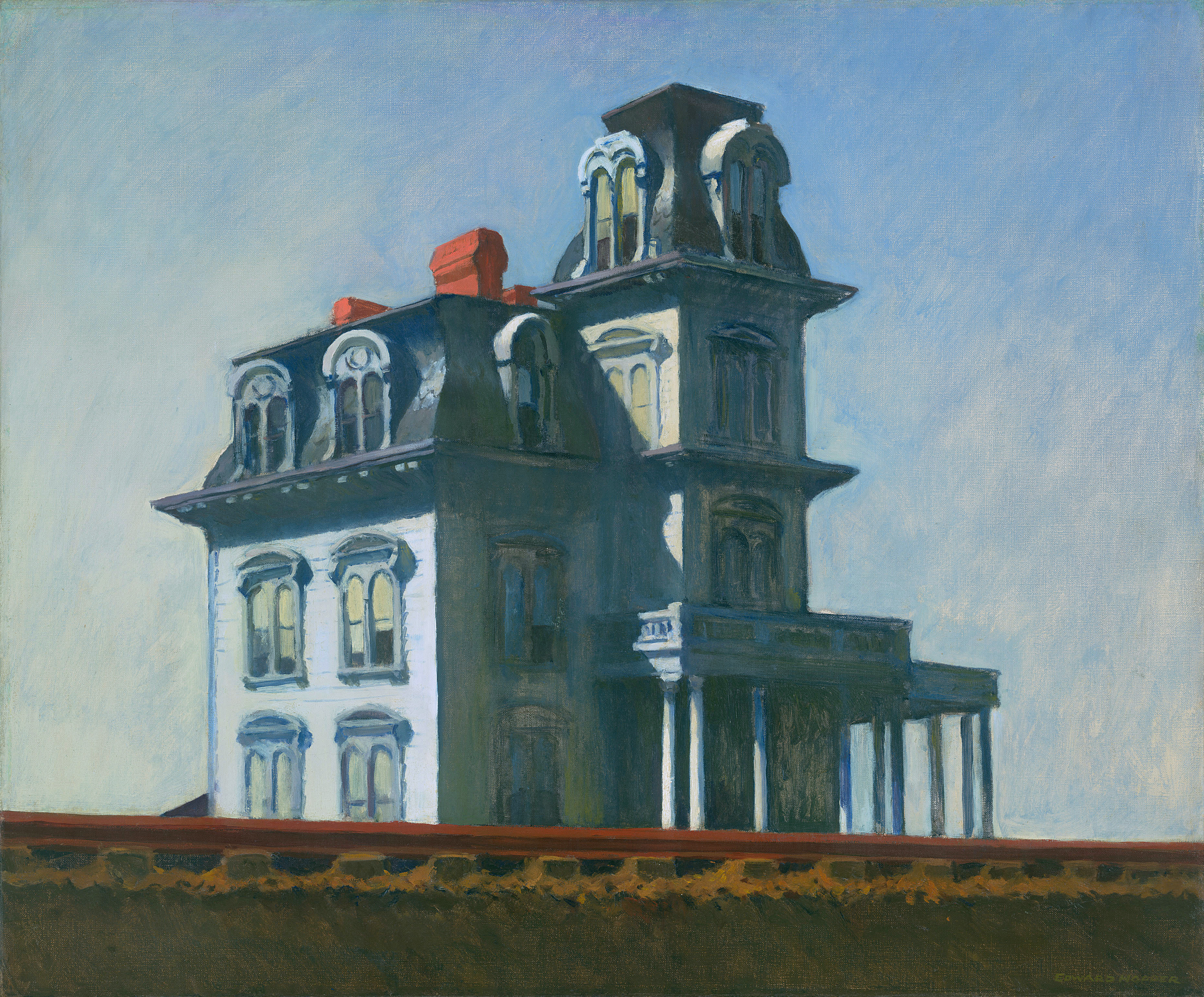
狙擊手所在房屋的設計取材自愛德華·霍普畫作《鐵路旁的房子》（1925年）

《最後生還者》第一季於2021年7月至2022年6月間在加拿大艾伯塔省製作，《忍耐，活下去》主要拍攝於2022年4月，僅比季終集拍完時還要早一些。艾本·博特（Eben Bolter）擔任該集的攝影指導。約翰遜與伍達德於2022年3月23日現身卡加利的拍片現場。地下教室和隧道的布景建造於卡加利的舊英格爾伍德啤酒廠（Inglewood Brewery）的地下室，美術指導約翰·帕諾（John Paino）和他的團隊很中意該場地的陰暗感。團隊以雷射掃描技術掃描地下空間，以便视觉效果（VFX）團隊在後製時調整格局和裝飾。2022年5月，拍攝在卡加利法院中心與維多利亞公園一帶進行。帕斯卡與拉姆齊在拍片現場被人目擊，幾天後則是扮演聯邦對策局（FEDRA）載具的軍用車輛被目擊。
該集的主要動作場面被稱作「死路場景」（cul-de-sac scene）。博特估計該集有80%的準備工作都圍繞著該橋段，並花了四週拍攝；約一週半的時間都投注在拍攝感染者大軍從地底湧出。此動作場面是全劇中少數幾個用上分鏡來規劃的場景，因為其涉及烟火制造术和视觉效果等要素，存在潛在危險。當作背景的鄰里布景建造於卡加利電影中心（Calgary Film Centre）的一個空場地，選擇搭建布景而非實地拍攝是為了完整掌控所需的可觀特效（34:50）。模型師根據堪薩斯城的光学雷达圖，打造了等比例的布景模型，並參考了原作遊戲和真實的堪薩斯城鄰里（34:50）。建造工程的領頭為帕諾、藝術總監唐·麥考利（Don Macaulay）和建造協調員多納迪諾·瓦倫蒂諾·陳坦尼（Donadino Valentino Centanni），工程為期九週（34:50），涉及鋪設瀝青車道及砾石、安排受損的載具，以及建造十三幢房子的正面和兩側；他們也聘請幾家建房承包商來幫忙建設（34:50）。狙擊手所在的三層樓建築是參考愛德華·霍普畫作《鐵路旁的房子》（1925年）以及電影《驚魂記》（1960年）中的貝茲宅邸。劇組在兩週內用水使房屋內部老化，帕諾也相當樂見卡加利的雪和冰進一步造成水損害。
韋伯表示《搶救雷恩大兵》（1998年）是動作場景中某些鏡頭的靈感來源，特別是喬爾在建築內的視角和艾莉在街上的視角。劇組用一個附有瞄准镜的攝影機拍喬爾，三台手持攝影機在地面上跟拍動作場面，並使用長鏡頭來「壓縮空間、使之感覺恐怖、充滿電影感和真實感」。卡車衝撞進房屋和隨後的爆炸的鏡頭只有一次拍攝機會。博特在為動作場面打光時遇到困難。為了讓博特全權安排該場景的打光，兩個街區外的街燈被關閉。博特從體育場取得靈感，讓布景四周背光，並從上方用和環境光打光。在原作遊戲中飾演喬爾、在本劇中飾演詹姆斯的特羅伊·貝克因一場會議而正好來到卡加利，他順道參觀了拍片現場。在汽車旅館的結尾場景拍攝於艾伯塔省南頓。該集在2022年6月11日清晨杀青，整季的主体拍摄也在此宣告結束，比原定的時間晚了三天。

### 特效
貝瑞·高爾（Barrie Gower）與莎拉·高爾（Sarah Gower）領導本劇的假肢化妝團隊。感染者群由大約60名演員扮演，10到15人戴著循聲者的面具，所有特效是由70名假肢化妝師打造；他們每三小時輪一次班，每次為約30人安裝假肢。化妝環節約在下午三點開始，為晚上九點開始的拍攝做準備。由於該集出現的感染者數量眾多，劇組與泰瑞·诺塔里合作規劃感染者的動作模式；他成立了一個訓練營來訓練演員（3:44）。孩童循聲者的設計出自顽皮狗美術設計南炯澤（音譯，Hyoung Taek Nam）之手，他也負責為原作遊戲設計循聲者。孩童循聲者由一名年輕的柔身术演員（49:22）史凱·貝兒·考頓（Skye Belle Cowton）扮演，在呈現上則結合了假肢化妝和視覺效果。麥辛堅持要考頓穿一件Blue's Clues的襯衫，讓純真感與恐怖感形成對比。（49:22）視覺效果團隊與麥辛和德魯克曼商量過，為了強調她像小孩子的特徵，加上了雙馬尾並露出更多臉的部分。
對於「巨無霸」（bloater）的登場，編劇花了數月才決定是否要讓它在本劇中出現（46:22）。巨無霸由男演員亞當·巴西爾（Adam Basil）扮演，他曾在《权力的游戏》與貝瑞·高爾合作過。劇組製作了巴西爾的身體模型，以便打造巨無霸的道具服。道具服重40（88磅），在拍片時覆蓋著類似凝膠的液體，來呈現濕潤感和反光感。貝瑞·高爾稱他的團隊希望巨無霸有著「實際的存在」，以在製片現場與其他演員互動，後製團隊也可以用視覺效果加以修飾；在後製過後，巨無霸的身形變得更高大，肌肉線條也更清晰。在劇本中，麥辛的構想是巨無霸把派瑞從腰部一分為二，但德魯克曼希望派瑞的死更踏實一點；在視覺效果實裝之後，麥辛意識到扯掉頭部看起來更寫實，也對原作遊戲致敬（46:22）。
共有16支視覺效果團隊為該集的動作場面效力；本季每集平均有250個視覺效果鏡頭，該集卻多達350個至400個左右。维塔数码打造了感染者的視覺效果（41:05）；50個至70個感染者透過視覺效果加入了感染者大軍中。麥辛將從地底湧出的感染者比做一窩螞蟻，並對照到《指环王：护戒使者》（2001年）中拍到礦坑裡的哥布林的那一段（他覺得很恐怖）（44:14）。

## 反響

### 收視表現
該集於2023年2月10日星期五透過串流平台HBO Max和HBO隨選視訊（HBO on Demand）首播，比電視播出還要早兩天，以避免與第五十七届超级碗撞檔。12月12日星期日，該集在有線電視的固定播放時段播出。在首播週末，該集在美國獲得1160萬名觀眾收看（涵蓋有線電視和HBO Max）。在有線電視方面，該集首播當晚有38萬2千人收看，收視率為0.09。

### 評價
根据評論匯總网站爛番茄汇总的37篇评论文章，95%的评论家给予该作正面评价，平均打分为9.1分（满分10分）。该网站总结的评论家共识是“殘忍的終局在《最後生還者》迄今最駭人的一集裡達到高潮，《忍耐，活下去》使人清楚意識到這個後末日世界可以多麼無情。”《IndieWire》將《忍耐，活下去》列為2023年最佳電視劇分集的第七名；筆者班·崔佛斯（Ben Travers）稱讚該集對極權統治下的愛與失去的描繪。
拉瑪爾·約翰遜、凱佛恩·蒙特婁·伍達德、梅兰妮·林斯基和貝拉·拉姆齊的演出格外獲得好評。《極客巢穴》的筆者伯納德·布（Bernard Boo）稱拉姆齊對亨利之死的反應「極度令人心碎」，《Total Film》的布萊德利·羅素（Bradley Russell）指出他們在整集裡的表現使各個時刻更加強而有力，絕對值得拿個獎。《TVLine》將當週最佳演出者的榮譽獎頒給約翰遜；《IGN》的賽門·卡迪（Simon Cardy）稱讚約翰遜在最後一段戲份中的情緒化演出，而羅素則覺得，伍達德所飾角色的天真無邪讓故事格外激起情緒。《極客巢穴》的布覺得林斯基與傑佛瑞·皮爾斯的演出成功傳達出派瑞對凱瑟琳的一片忠心。不過，《影音俱樂部》的大衛·寇特（David Cote）稱林斯基的演出「距離末日坎普风只有驚險的一步之遙」。
劇評人稱讚麥辛寫的劇本。崔佛斯稱該集是「對英雄和反派的有力檢視」。《The Escapist》的達倫·穆尼（Darren Mooney）則注意到該集「意外地具有文學性」，證據為感染者湧出的意象和開場的人民起義相呼應，他也發覺該集將殭屍末日這一套路用得更為引人入勝，贏過本劇的第一集和第二集。《Total Film》的羅素認為某些時刻——例如亨利在山姆臉上塗鴉——非常有力，堪比本劇備受好評的第三集，但批評凱瑟琳的死平淡無奇。《數碼間諜》的珍妮特·A·李（Janet A. Leigh）也抱怨該集對角色的賜死簡直亂七八糟，指出亨利和山姆得到的有意義場景太少，並質疑凱瑟琳一角如果只是要被唐突賜死，那存在的意義何在。《广播时报》的連恩·歐戴爾（Liam O'Dell）批評該集對聾人的描繪，認為編劇將山姆設定為聽障者只是為了操弄觀眾情緒，以及把亨利描寫成救世主。
《滾石雜誌》的艾倫·賽萍沃稱讚該集的動作場面依然是由角色帶動，《Kotaku》的克萊兒·傑克森（Claire Jackson）覺得狙擊手橋段比原作遊戲更好，勝出關鍵是步調。《Game Rant》的拉巴布·可汗（Rabab Khan）撰文稱讚攝影師在狙擊手橋段中捕捉到張力，後續動作場面的鏡頭切換則有效地呈現出恐怖感。《IGN》的卡迪指出該集的攝影傳達出緊張的氣氛，從特寫鏡頭到寬鏡頭的切換則強調了恐怖感和場面規模。《影音俱樂部》的寇特稱讚該集的美術指導，《Kotaku》的傑克森則褒獎狙擊手橋段的音效設計。《極客巢穴》的布指出，該集的動作戲頗具娛樂性，足以讓人原諒該集前半段對角色發展的缺乏。不過，《Push Square》的亞倫·貝恩（Aaron Bayne）覺得，劇中的堪薩斯城場景不比遊戲中的匹茲堡令人印象深刻，也不那麼嚇人。《偏锋杂志》的帕特·布朗（Pat Brown）認為動作場面不夠緊繃，因為該集未能「將殭屍塑造成恐懼化身」。Polygon的彼特·佛克（Pete Volk）批評該集的暗系打光，以及巨無霸缺乏分量和存在感，和孩童循聲者比起來，後者因為有著不屬於人類的動作而讓他覺得有奏效。《Mashable》的貝倫·愛德華茲（Belen Edwards）讚賞孩童循聲者的扮演者，認可其演出和動作。

### 獎項
| 屆次與獎名                   | 獎項                                   | 入圍者 | 結果 | 來源   |
| ---------------------------- | -------------------------------------- | --- | ---- | ------ |
| 第75届黄金时段创意艺术艾美奖 | 最佳戲劇類影集剪輯                     | 提摩西·A·古德（Timothy A. Good）與艾蜜莉·曼德茲（Emily Mendez）                                                                                  | 獲獎 | [ 57 ] |
| 第75届黄金时段创意艺术艾美奖 | 最佳現代風格服裝設計                   | 辛西婭·安·桑默斯（Cynthia Ann Summers）、凱爾西·丘波塔（Kelsey Chobotar）、蕾貝卡·圖恩（Rebecca Toon）與蜜雪兒·卡爾（Michelle Carr）             | 提名 | [ 57 ] |
| 第75届黄金时段创意艺术艾美奖 | 最佳戲劇類影集男客串演員               | 拉瑪爾·約翰遜 | 提名 | [ 57 ] |
| 第75届黄金时段创意艺术艾美奖 | 最佳戲劇類影集男客串演員               | 凱佛恩·蒙特婁·伍達德 | 提名 | [ 57 ] |
| 第75届黄金时段创意艺术艾美奖 | 最佳戲劇類影集女客串演員               | 梅兰妮·林斯基 | 提名 | [ 57 ] |
| 第23屆黑膠捲獎               | 最佳戲劇類影集客串演員                 | 拉瑪爾·約翰遜 | 提名 | [ 77 ] |
| 第23屆黑膠捲獎               | 最佳戲劇類影集客串演員                 | 凱佛恩·蒙特婁·伍達德 | 提名 | [ 77 ] |
| 2023年電影與電視表揚典禮     | 冉冉新星（影集類）                     | 凱佛恩·蒙特婁·伍達德 | 獲獎 | [ 78 ] |
| 第39屆獨立精神獎             | 最佳新有腳本影集突破演出               | 凱佛恩·蒙特婁·伍達德 | 獲獎 | [ 79 ] |
| 2023年好萊塢專業協會獎       | 最佳30分鐘以上影集分集或非院線電影剪輯 | 提摩西·A·古德與艾蜜莉·曼德茲 | 提名 | [ 80 ] |
| 第22屆視覺效果工會獎         | 最佳動畫角色（影集分集或即時作品類）   | 巨無霸（the Bloater）——吉諾·阿塞維多（Gino Acevedo）、麥斯·特爾佛（Max Telfer）、丹尼斯·游（Dennis Yoo）與法比奧·萊波雷利（Fabio Leporelli）     | 獲獎 | [ 81 ] |
| 第22屆視覺效果工會獎         | 最佳合成與打光（影集分集類）           | 感染者群大戰（Infected Horde Battle）——馬修·盧布（Matthew Lumb）、班·羅勃茲（Ben Roberts）、班·坎貝爾（Ben Campbell）、昆汀·赫馬（Quentin Hema） | 獲獎 | [ 81 ] |
| 第26屆服裝設計師工會獎       | 傑出表現獎（當代影集類）               | 辛西婭·安·桑默斯 | 提名 | [ 82 ] |
| 2024年澳洲藝術指導工會獎     | 最佳藝術指導（長片或影集類）           | 卡勒姆·韋伯斯特（Callum Webster）、約翰·帕諾（John Paino）、凱爾·懷特（Kyle White）與唐·麥考利（Don Macaulay）                                   | 提名 | [ 83 ] |

## 外部連結
- 互联网电影数据库上忍耐，活下去的资料（英文）
- 豆瓣电影上《忍耐，活下去》的資料 （简体中文）